# Charles Consigny
Pour les articles homonymes, voir Consigny (homonymie).
Charles Consigny, né le 14 juillet 1989 à Paris, est un essayiste, chroniqueur (de presse et de télévision) et avocat français.
Il est révélé au grand public dans plusieurs émissions de Laurent Ruquier, notamment Les Grandes Gueules et On n'est pas couché. En 2023, il quitte cette dernière pour participer à Julie jusqu'à minuit sur BFM TV.
En tant qu'avocat, il est, depuis 2020, le secrétaire de la conférence des avocats du barreau de Paris. Il défend Yacine Mihoub dans l'affaire du meurtre de Mireille Knoll en 2021.
Membre du parti Les Républicains (LR), il est battu aux élections législatives de 2022 dans les Yvelines.

## Biographie

### Famille et vie privée
Élevé dans un milieu aisé, Charles Consigny est le fils du publicitaire et énarque Thierry Consigny et de Marie Monnier, et le petit-fils du haut fonctionnaire Pierre Consigny. Il est également le neveu de l'actrice Anne Consigny et de la décoratrice Pascale Consigny, et le cousin germain de l'acteur Vladimir Consigny. La famille Consigny est une famille dont l'origine se trouve en Champagne et en Lorraine, dans le département de la Haute-Marne,.
Charles Consigny fait ses études dans l'établissement oratorien Massillon. À dix-sept ans, il quitte le domicile familial et s'affirme ouvertement homosexuel. Il souffre de problèmes d'addiction à la drogue. Déscolarisé, il passe le baccalauréat en candidat libre.

### Carrière professionnelle

#### Parcours médiatique
À dix-sept ans il fonde Spring, un magazine culturel, qui n'aura que dix numéros,,,.
En 2011, il coécrit, avec son père Thierry Consigny, Le Soleil, l'herbe, et une vie à gagner aux éditions Jean-Claude Lattès.
Depuis décembre 2012, il écrit des chroniques sur le site internet du Point en tant qu'invité récurrent,.
En février 2013, il crée le mouvement et le magazine Francs tireurs, dont il est directeur de la publication,.
Charles Consigny participe, du 20 janvier 2014 au 15 mars 2014, à L'Émission pour tous sur France 2, présentée par Laurent Ruquier, puis entre dans l'équipe des intervenants réguliers de l'émission de radio Les Grandes Gueules sur RMC, qu'il quitte en juin 2018 pour rejoindre l'émission On n'est pas couché, présentée par Laurent Ruquier sur France 2 en compagnie de Christine Angot en tant que chroniqueur en remplacement d’Yann Moix.
Le 29 septembre 2015, une altercation se produit durant le tournage du pilote d'une émission de Christophe Dechavanne, Épinglés, qui réunit chroniqueurs et invités. Charles Consigny, en tant que chroniqueur, critique le clip de Francis Lalanne. Il s'ensuit une altercation verbale et une gifle de Lalanne à Consigny. Les deux hommes quittent le plateau de télévision peu après,.
En août 2020, Charles Consigny fait son retour au sein des Grandes Gueules. Officialisant son soutien à Valérie Pécresse pour l'élection présidentielle de 2022, il annonce son départ le 27 janvier 2022 de l'émission. Il reprend cette activité par la suite et endosse également le rôle de chroniqueur sur BFM TV dans Le 20 h de Ruquier en septembre 2023. Après l'arrêt de l'émission fin 2023, il est chroniqueur dans l'émission Julie jusqu'à minuit sur BFM TV de 22 h à minuit.

#### Activités d'avocat
Il reprend ses études et passe une licence de droit à l'université Panthéon-Sorbonne et devient juriste,,.
En 2017, il est étudiant à l'école de formation professionnelle des barreaux de la cour d'appel de Paris. En novembre 2018, il prête serment et devient avocat au barreau de Paris.
Il quitte On n'est pas couché à l'issue de la saison 2018-2019, pour se consacrer à son métier d'avocat. Il devient le onzième secrétaire à la conférence des avocats au barreau de Paris le 13 novembre 2019.
En 2021, il est l'avocat du meurtrier Yacine Mihoub dans l'affaire Mireille Knoll. La cour d'assises de Paris condamne Mihoub à la réclusion à perpétuité. Il défend l'intermédiaire Alexandre Djouhri dans le procès du financement libyen de la campagne présidentielle de 2007 en janvier 2025.

### Engagements politiques

#### Positions et premiers engagements
Politiquement, Charles Consigny, se définit comme « de droite », mais pas sur tous les sujets et « old school, mais pas réactionnaire ». Il cite Charles de Gaulle parmi ses inspirateurs.
Il s'engage en décembre 2010 comme militant politique. Il est alors « conseiller en communication » non officiel et bénévole de Christine Boutin, à l'époque présidente du Parti chrétien-démocrate, qu'il avait rencontrée sur Paris Première l'année précédente. Il se trouve en accord avec ses idées, dont sa position contre le projet de loi ouvrant le mariage aux couples homosexuels. A posteriori, il minore cet engagement, qui a participé à construire sa notoriété,. En 2013, il publie une tribune défendant le mariage pour tous, affirmant avoir changé d'avis tout en précisant être resté un ami de Christine Boutin et Frigide Barjot.

#### Soutien à Nicolas Sarkozy puis Valérie Pécresse
Pendant la campagne présidentielle de 2012, il publie dans le magazine Causeur une tribune appelant à voter pour Nicolas Sarkozy,.
Le 27 janvier 2022, il officialise son soutien à Valérie Pécresse dans la campagne présidentielle de 2022.

#### Candidat aux élections législatives de 2022
En mai 2022, Charles Consigny annonce sa candidature aux élections législatives de juin, dans la 4e circonscription des Yvelines, sous l’étiquette Les Républicains. Avec 12,77 % des suffrages, il ne parvient pas à se qualifier au second tour,.
Il propose sa candidature à Éric Ciotti, le président de LR, pour mener la liste du parti aux élections européennes de 2024. Il aurait reçu le soutien de Nicolas Sarkozy.
Il se déclare libéral et « barniériste », en référence au Premier ministre Michel Barnier.

## Œuvres
- Le Soleil, l'Herbe, et une vie à gagner, coécrit avec Thierry Consigny, éditions Jean-Claude Lattès, 2011
- L'Âge tendre, éditions Jean-Claude Lattès, 2014
- Je m'évade, je m'explique, éditions Robert Laffont, 2017
- Le Grand Amour, Plon, 2024

### Publications
- Le Soleil, l'herbe, et une vie à gagner, Éditions Jean-Claude Lattès, 2011, 262 p.  (ISBN 9782709637947 et 2709637944)Écrit avec Thierry Consigny.
- L'Âge tendre, Paris, Éditions Jean-Claude Lattès, 2014, 172 p. (ISBN 9782709642576 et 2709642573, OCLC 894474500)
- Je m'évade, je m'explique, Paris, Éditions Robert Laffont, 2017, 135 p. (ISBN 978-2-221-19274-0 et 2221192958, OCLC 1033481040)